# Jed Graef
Jedward Richard "Jed" Graef  (Montclair (Nova Jérsei), 1 de maio de 1942) é um ex-nadador estadunidense. Ganhador de uma medalha de ouro nos Jogos Olímpicos de Tóquio em 1964.
Bateu o recorde mundial dos 200 metros costas na final olímpica em 1964.
Entrou no International Swimming Hall of Fame em 1988.